# Leopold, 1. Duke of Albany

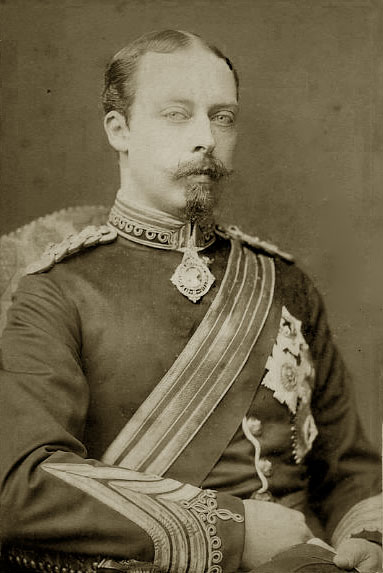
Prinz Leopold (um 1880)

Prince Leopold, 1. Duke of Albany – vollständig HRH Prince Leopold George Duncan Albert, 1. Duke of Albany – (* 7. April 1853 im Buckingham Palace, London; † 28. März 1884 in Cannes) war das achte Kind der britischen Königin Victoria und deren Gemahl Albert von Sachsen-Coburg und Gotha.

## Leben

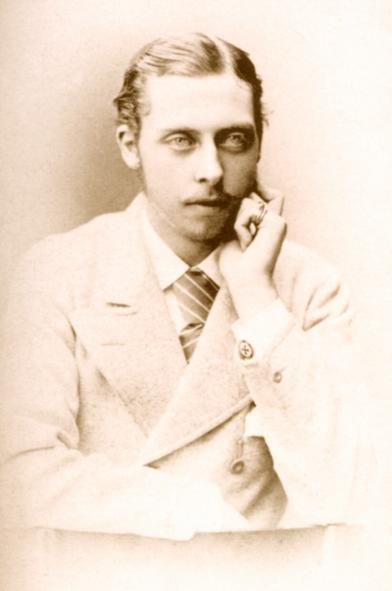
Der junge Leopold

Die Geburt von Prinz Leopold war in medizinischer Hinsicht eine Sensation, da seine Mutter sich bei der Geburt von dem als „ersten Anästhesisten“ bezeichneten John Snow mit Chloroform betäuben ließ und durch ihr Vorbild die Anästhesie in der Geburtshilfe populär wurde. Die schmerzlose Geburt hatte daraufhin die Bezeichnung Anaesthesie à la reine erhalten.
Leopold wurde am 28. Juni 1853 getauft. Benannt wurde er nach dem Lieblingsonkel seiner Mutter, König Leopold I. von Belgien, den Namen „Duncan“ erhielt er zu Ehren Schottlands. Seine Taufpaten waren König Georg V. von Hannover, Prinzessin Augusta von Preußen, Mary Adelaide Herzogin von Teck und Ernst von Hohenlohe-Langenburg.
Bereits in seiner Kindheit wurde deutlich, dass er unter der Bluterkrankheit (Hämophilie) litt. Leopold war damit der erste bekannte Fall dieser Krankheit im britischen Königshaus, da seine Brüder gesund waren. Einige seiner Schwestern waren zwar Überträgerinnen (Konduktorinnen) dieser Erbkrankheit, aber selbst gesund.
Da ihm aufgrund der Krankheit eine militärische Karriere verschlossen blieb, betätigte sich Leopold vor allem als Förderer von Kunst und Literatur. So wurde er 1878 Präsident der Royal Society of Literature und 1879 Vizepräsident der Royal Society of Arts.

## Ehe und Nachkommen
Am 27. April 1882 heiratete Leopold die Prinzessin Helene zu Waldeck und Pyrmont (1861–1922), mit der er zwei Kinder hatte:
- Alice (* 25. Februar 1883; † 3. Januar 1981) ⚭ 1904 Alexander von Teck
- Carl Eduard, später regierender Herzog von Sachsen-Coburg und Gotha (1884–1954) ⚭ 1905 Viktoria Adelheid von Schleswig-Holstein-Sonderburg-Glücksburg

Am 28. März 1884 starb Leopold an der französischen Côte d’Azur in Cannes, nach einer Knieverletzung durch einen Sturz vom Pferd, an den Folgen seiner Bluterkrankheit. Er wurde in der St.-George-Kapelle auf Windsor Castle beigesetzt. Vier Monate nach seinem Tod kam ihr gemeinsamer Sohn Carl Eduard zur Welt, der somit seit seiner Geburt der 2. Herzog von Albany war.
Seine Witwe Helene lebte mit ihren beiden Kindern weiterhin im Claremont House. Sie starb am 1. September 1922 im österreichischen Hinterriß und wurde dort bestattet.